# Robert J. Whiteley
Robert J. Whiteley född 1971, är en amerikansk astronom.
Minor Planet Center listar honom som R. J. Whiteley och som upptäckare av 12 asteroider. Alla upptäckte utom en gjordes tillsammans med landsmannen David J. Tholen.
Asteroiden 20460 Robwhiteley är uppkallad efter honom.

## Asteroider upptäckta av Whiteley
| (27002) 1998 DV9 [A]                        | 23 februari 1998  |
| 49036 Pelion [A]                            | 21 augusti 1998   |
| (96744) 1999 OW3 [A]                        | 18 juli 1999      |
| (97725) 2000 GB147 [A]                      | 2 april 2000      |
| (101818) 1999 JD13 [A]                      | 14 maj 1999       |
| (103501) 2000 AT245 [A]                     | 8 januari 2000    |
| (121978) 2000 ED140                         | 8 mars 2000       |
| (137911) 2000 AB246 [A]                     | 8 januari 2000    |
| (168613) 2000 AA246 [A]                     | 7 januari 2000    |
| (326354) 2000 SJ344 [A]                     | 30 september 2000 |
| (363071) 2000 GD147 [A]                     | 3 april 2000      |
| (474212) 2000 SH344 [A]                     | 29 september 2000 |
| Upptäckt tillsammans med: A David J. Tholen |                   |